# 普拉塔尼亚 (巴西)
普拉塔尼亚（葡萄牙語：Pratânia）是巴西圣保罗州的一个市镇。总面积179.817平方公里，总人口4309人，人口密度24人/平方公里。